# Guillaume de Laudun
Pour les articles homonymes, voir Laudun (homonymie).
Guillaume de Laudun, né vers 1280 au château de Laudun et mort en 1352 à Avignon, est un prélat français du XIVe siècle. Dominicain, il devient archevêque-comte de Vienne ; plus tard archevêque de Toulouse, il se retire ensuite au couvent.

## Biographie
Guillaume de Laudun est le fils de Guillaume II, seigneur de Laudun.
Il est religieux de Saint-Dominique, docteur en théologie et maître du palais apostolique, quand il est élu archevêque de Vienne le 27 février 1321. Il est de fait également abbé de Saint-Barnard et coseigneur de la ville de Romans.
L'archevêque-comte réside peu à Vienne, sa charge le retenant à la cour pontificale où il assiste aux consistoires, confère les grades, approuve les thèses, les livres, etc. Le pape Jean XXII érige diverses abbayes en évêchés et forme des métropoles de plusieurs villes épiscopales. C'est à cette époque que Toulouse devient archevêché et le souverain pontife appelle au siège de Toulouse Guillaume de Laudun. En 1334, il concourt avec les commissaires du pape à la réformation de l'université de Toulouse et en 1340, il fonde quatre prébendes dans son église, et les appelle du nom de saint Dominique.
Guillaume se démet de l'archevêché en 1345, étant devenu aveugle. Il se retire alors à Avignon, dans le couvent des frères prêcheurs. L'an 1352, il fonde quatre chapelles dans l'église du château de Laudun, qu'il avait fait bâtir.

## Armoiries épiscopales
Les armes de Guillaume de Laudun se blasonnent ainsi : D'azur au sautoir d'or surmonté d'un lambel aux sept pendants de gueules..